# 私の宝物
もしかして
- わたしの宝物

ではありませんか？